# Pseudophyx pseudoptera
Pseudophyx pseudoptera är en fjärilsart som beskrevs av Oswald Beltram Lower 1903. Pseudophyx pseudoptera ingår i släktet Pseudophyx och familjen nattflyn. Inga underarter finns listade.